# 백석항 (영덕군)
백석항은 경상북도 영덕군 병곡면 백석리에 있는 어항이다. 1973년 10월 16일 지방어항으로 지정하여 관리하고 있다. 시설관리자는 영덕군수이다.

## 어항 구역
본 항의 어항구역은 다음과 같다.
- 수역: 동방파제 기부에서 정동으로 140m의 점과 이 점에서 정남으로 300m 나간후 공지와 직각으로 연결한 선내 공유수면

## 어항 시설
- 동방파제 250m, 남방파제 100m, 물양장 90m, 선양장 20m, 호안 30m

## 주요 어종
- 가자미, 오징어, 쥐치, 전복, 해삼, 대게, 미역